# Eupithecia acragas
Eupitecia acragas es una especie de polilla de la familia Geometridae. La especie fue descrita por primera vez por Claude Herbulot en 1987 y con localidad tipo en Bolivia con distribución en Ecuador, donde se han encontrado algunos ejemplares en la provincia sureña de Zamora-Chinchipe en altitudes entre 2200 a 2700 metros (7217,8 a 8858,3 pies) sobre el nivel del mar.